# Alexandru Borbely
Alexandru Borbely, né le 27 novembre 1910 et mort le 26 août 1987, est un joueur de football roumain.

## Biographie
Durant sa carrière de club, il a évolué en tant que milieu de terrain pour le Belvedere Bucarest, un des clubs de la capitale roumaine.
Il est également appelé en équipe de Roumanie et participe à la 1930 en Uruguay, où la Roumanie tombe dans le groupe C avec le Pérou qu'ils battent par 3 buts à 1 et le futur vainqueur du tournoi et hôte de la compétition, l'Uruguay qui les bat 4 buts à 0.